# Elecciones municipales de 2023 en Almería
Las elecciones municipales de 2023 se celebraron en Almería el domingo 28 de mayo, de acuerdo con el Real Decreto de convocatoria de elecciones locales en España dispuesto el 3 de abril de 2019 y publicado en el Boletín Oficial del Estado el 4 de abril. Se eligieron los 27 concejales del pleno del Ayuntamiento de Almería, a través de un sistema proporcional (método d'Hondt), con listas cerradas y un umbral electoral del 5%.

## Candidaturas
Se presentaron un total de 10 candidaturas, repitiendo con respecto a los comicios anteriores las del Partido Popular, Partido Socialista Obrero Español, Ciudadanos, Vox y Escaños en Blanco. También se presentó la coalición Con Andalucía conformada por Podemos, Izquierda Unida Los Verdes-Convocatoria por Andalucía, Verdes Equo y Alianza Verde; el Partido Animalista Con el Medio Ambiente; Almería Suma+; Almería Avanza y Almerienses-Regionalistas pro Almería, candidatura regionalista por primera vez desde la URAL.

## Encuestas

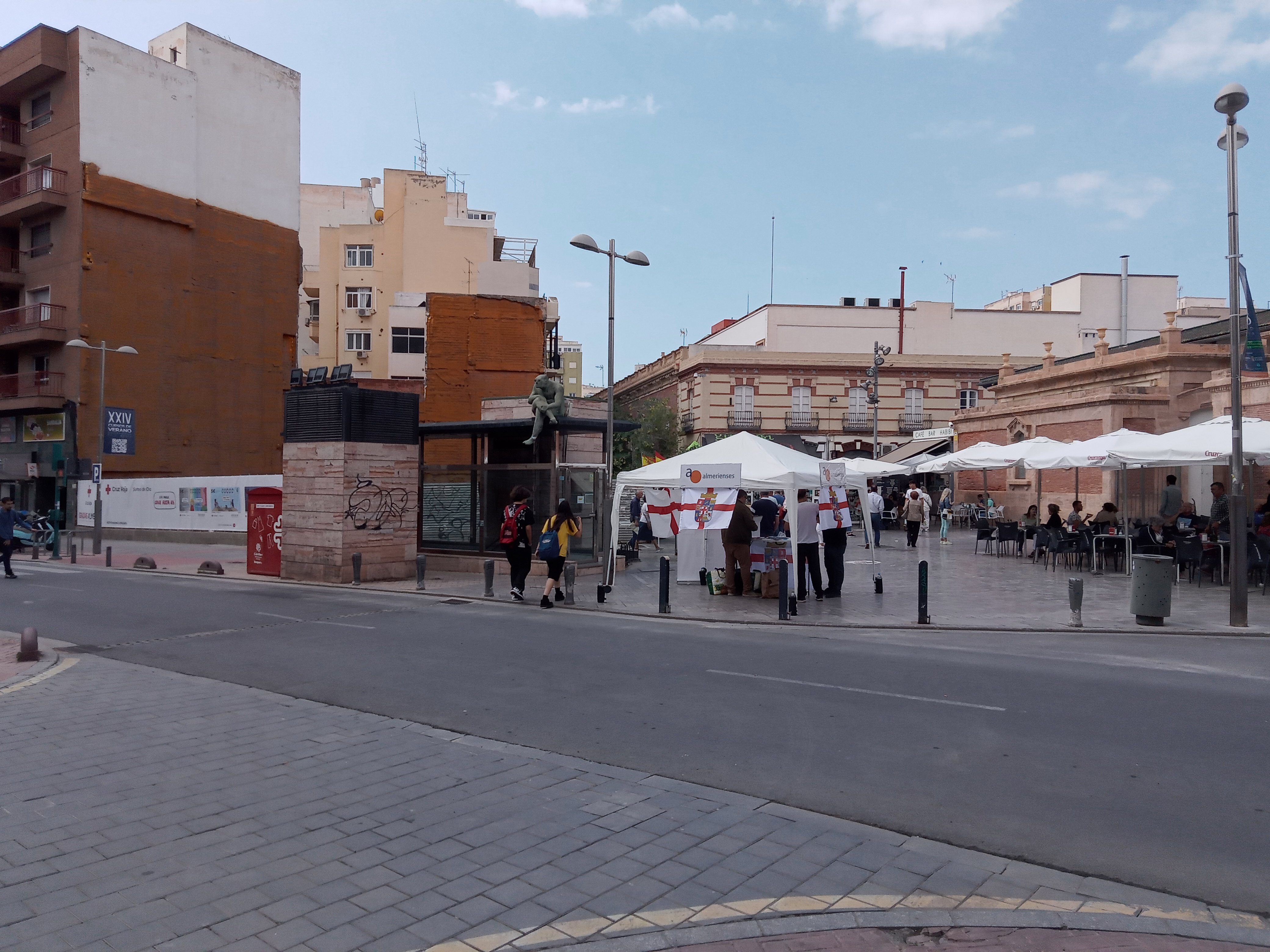
Mesa informativa de Almerienses durante la campaña electoral

| Encuestadora | Fecha | Fecha   | Tamaño            | Participación |                              |                        |     |                              |     | Con Andalucía | Dis. |      |     |   |     |   |      |
| ------------ | ----- | ------- | ----------------- | ------------- | ---------------------------- | ---------------------- | --- | ---------------------------- | --- | ------------- | ---- | ---- | --- | - | --- | - | ---- |
| Encuestadora | Fecha | Fecha   | Tamaño            | Participación | Centro de Estudios Andaluces | 12-17 de enero de 2023 | %   | Centro de Estudios Andaluces | 800 | 48,5          | Dis. | 27,9 | 7,7 | 3 | 6,9 | - | 20,6 |
| Escaños      | 14/15 | 8/9     | 2                 | 0             | Centro de Estudios Andaluces | 12-17 de enero de 2023 | 1/2 | Centro de Estudios Andaluces | 800 | -             | 6    |      |     |   |     |   |      |
| Celeste Tel  | Abril | %       | Diario de Almería | 600           | 42,4                         | 28,7                   | 9,8 | 5,7                          | -   | 6,8           | 13,7 |      |     |   |     |   |      |
| Celeste Tel  | Abril | Escaños | Diario de Almería | 600           | 13                           | 8                      | 3   | 1                            | -   | 2             | 5    |      |     |   |     |   |      |

## Resultados
| Candidatura                           | Candidatura                           | Votos  | %                               | Escaños                         |
| ------------------------------------- | ------------------------------------- | ------ | ------------------------------- | ------------------------------- |
|                                       | Partido Popular                       | 37 577 | 48,38                           | 15                              |
|                                       | Partido Socialista Obrero Español     | 18 156 | 23,37                           | 7                               |
|                                       | Vox                                   | 10 131 | 13,04                           | 4                               |
|                                       | Con Andalucía                         | 3996   | 5,14                            | 1                               |
| Almería Avanza                        | Almería Avanza                        | 1463   | 1,88                            | 0                               |
|                                       | Ciudadanos                            | 1286   | 1,66                            | 0                               |
|                                       | Almería Suma+                         | 1273   | 1,64                            | 0                               |
| Almerienses-Regionalistas pro Almería | Almerienses-Regionalistas pro Almería | 1069   | 1,38                            | 0                               |
|                                       | PACMA                                 | 919    | 1,18                            | 0                               |
| Escaños en Blanco                     | Escaños en Blanco                     | 257    | 0,33                            | 0                               |
| Votos en blanco                       | Votos en blanco                       | 921    | 1,19                            | n/a                             |
| Votos válidos                         | Votos válidos                         | 77048  | 99,19                           | 27                              |
| Votos nulos                           | Votos nulos                           | 626    | Participación: \| \| 53.46 % \| | Participación: \| \| 53.46 % \| |
| Votantes                              | Votantes                              | 77 674 | Participación: \| \| 53.46 % \| | Participación: \| \| 53.46 % \| |
|                                       | 53.46 %                               |        | Participación: \| \| 53.46 % \| | Participación: \| \| 53.46 % \| |

## Investidura del Alcalde
En Pleno constitutivo del Ayuntamiento de Almería celebrado el 17 de junio, María del Mar Vázquez, se proclamó por mayoría absoluta como la primera alcaldesa electa de la historia de la ciudad. También presentó candidatura Adriana Valverde, del PSOE, obteniendo 7 votos, así como hubo 4 votos en blanco y uno nulo.
| Candidatos a la alcaldía     | Votos |
| ---------------------------- | ----- |
| María del Mar Vázquez Agüero | 15/27 |
| Adriana Valverde Tamayo      | 7/27  |